# Takifugu chrysops
Takifugu chrysops es una especie de peces de la familia Tetraodontidae en el orden de los Tetraodontiformes.

## Morfología
Los machos pueden llegar alcanzar los 20 cm de longitud total.
- Es de color blanco en el vientre.[1][2]

## Hábitat
Es un pez de mar de clima templado.

## Distribución geográfica
Se encuentran en Asia: el Japón.

## Observaciones
No se puede comer ya que es  venenoso para los humanos.